# د. جاي كونواي
د. جاي كونواي (بالإنجليزية: D. J. Conway)‏ هي كاتِبة ورسامة توضيحية أمريكية، ولدت في 1939 في هوود ريفير في الولايات المتحدة، وتوفيت في 1 فبراير 2019.